# Oostelijk Marktkanaal

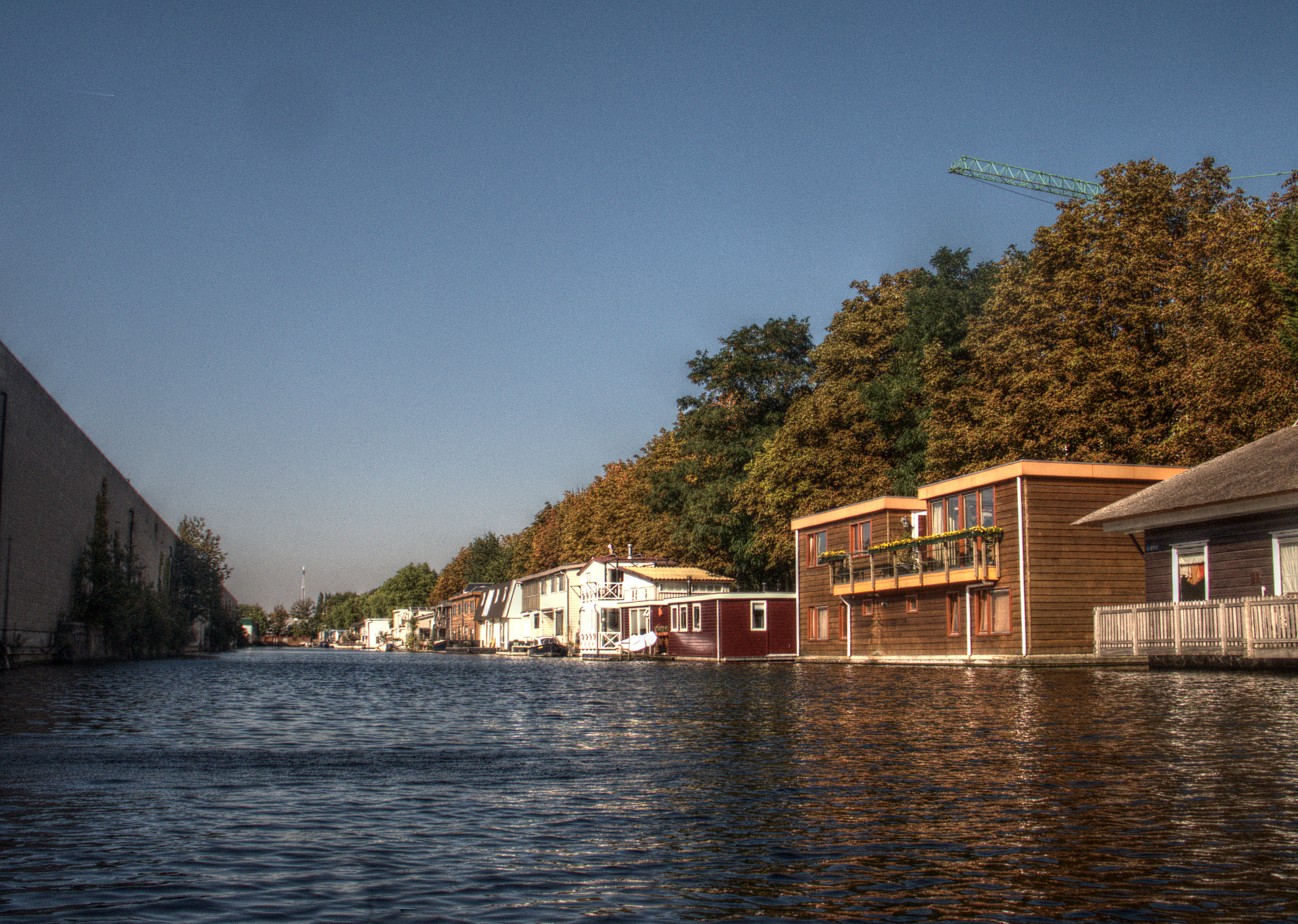
Het Oostelijk marktkanaal, gezien naar het noorden. Links de muur van de Centrale Markthallen

Het Oostelijk Marktkanaal is een kanaal in Amsterdam-West. Het kanaal takt bij de Beltbrug in noordelijke richting af van de Kostverlorenvaart en ontsloot het terrein van de Centrale Markthallen aan de oostzijde.
In het verlengde van de Buyskade ligt over het Oostelijk Marktkanaal de Buysbrug, waarover een fietspad gaat naar de Jan van Galenstraat.
Het kanaal is in 1934 in gebruik genomen voor de ontsluiting en bevoorrading van de Centrale Markthallen. Tegenwoordig vindt het meeste vervoer plaats per vrachtauto. Het kanaal wordt eigenlijk niet meer voor scheepvaartverkeer gebruikt: Het kanaal loopt dood, de insteekhavens op het terrein van de Markthallen zijn gedempt en de kade is afgesloten door een hoge muur die toegang tot het markt-terrein onmogelijk maakt.
Aan de oostzijde van het kanaal, bij de Staatsliedenbuurt, liggen woonboten.
De naam van dit kanaal verwijst naar de ligging van het kanaal ten opzichte van de Centrale Markthallen.